# Elegant Talk
『Elegant Talk』（エレガント・トーク）は、麻倉未稀の1枚目のバラード・セレクション・アルバム。1988年2月21日にCRYSTAL BIRD/キングレコードから発売された。

## 概要
帯コピー：優雅な夜は、大人の歌を聴きたい……
麻倉のアルバムとしては初となるバラード・セレクション・アルバム。1983年に発売されグリコ・チョコレート「ディオーネ」のCMソングとして使用されたシングル曲「それだけの旅」やアルバムから選曲された自身のオリジナル楽曲のほか、松任谷由実、井上陽水などのミュージシャンのカバーや、麻倉自身が希望したダイアナ・ロスの楽曲のカバーなども収録されている。
M-1「INDIAN SUMMER」は、M-4「永遠にtoo late」とのカップリングで同年5月21日にシングルカットされた。
2023年2月3日には音楽配信が開始された。こちらはLP、CDとは収録内容が一部異なっている。

## 収録曲

### LP

#### Side A
1. INDIAN SUMMER（5:37）
作詞: 五木寛之 / 作曲: いまなりあきよし / 編曲: 松井忠重
  - アルバム『SNOWBIRD』収録曲。ボーカルを新たに録り直している。原曲は1980年に発売されたいまなりあきよしのシングルA面曲。
2. 九月には帰らない（4:24）
作詞・作曲: 松任谷由実 / 編曲: 戸塚修
  - 原曲は松任谷由実のアルバム『紅雀』収録曲。
3. それだけの旅（4:26）
作詞: 竜真知子 / 作曲・編曲: 大野雄二
  - 7枚目のシングルA面曲。
4. 永遠にtoo late（5:25）
作詞: 阿木燿子 / 作曲: 宇崎竜童 / 編曲: 戸塚修
  - 原曲は1984年11月に発売された播東和彦のシングルA面曲[5]。麻倉の歌唱に伴い歌詞が一部変更されている。
5. エンドレス ラブ（5:21）
作詞: 麻倉未稀 / 作曲: 高瀬政彦 / 編曲: 青木望
  - アルバム『Lady』収録曲。ボーカルを新たに録り直している。

#### Side B
1. この愛だけに（5:20）
作詞・作曲: 伊藤薫 / 編曲: 青木望
  - アルバム初収録の新曲。
2. SUMMERTIME（4:26）
作詞: レナード・コーエン / 訳詞: 麻倉未稀 / 作曲: シャロン・ロビンソン（英語版） / 編曲: 青木望
  - 原曲は1987年に発売されたダイアナ・ロスのアルバム『レッド・ホット・リズム・アンド・ブルース（英語版）』収録曲。
3. Softly And Tenderly（4:34）
作詞: 竜真知子 / 作曲・編曲: 大谷和夫
  - アルバム『SEXY ELEGANCE』収録曲。ボーカルを新たに録り直している。
4. Why（5:18）
作詞・作曲: 井上陽水 / 編曲: 戸塚修
  - 原曲は1987年11月に発売された井上陽水のシングルA面曲。
5. 遠い微笑（4:54）
作詞: 竜真知子 / 作曲: 高瀬政彦 / 編曲: 戸塚修
  - アルバム初収録の新曲。

### CD
1. INDIAN SUMMER
2. 九月には帰らない
3. それだけの旅
4. 永遠にtoo late
5. エンドレス ラブ
6. この愛だけに
7. SUMMERTIME
8. Softly And Tenderly
9. Why
10. 遠い微笑

### 配信
1. INDIAN SUMMER
2. 九月には帰らない
3. それだけの旅
4. 永遠にtoo late
5. エンドレス ラブ
6. この愛だけに
7. SUMMERTIME
8. Why
9. 遠い微笑
10. Dance with love

## シングル

### 概要
バラードセレクション・アルバム『Elegant Talk』からのシングルカット。表題曲は1980年にいまなりあきよしのシングルA面曲として発表された楽曲のカバー。作詞は五木寛之が手掛けている。カップリング曲は、1984年11月に発売されたシンガーソングライター、播東和彦のシングルA面曲のカバー。
規格品番はK10X-23014。

### 収録曲
1. INDIAN SUMMER（5:37）
作詞: 五木寛之 / 作曲: いまなりあきよし / 編曲: 松井忠重
2. 永遠にtoo late（5:25）
作詞: 阿木燿子 / 作曲: 宇崎竜童 / 編曲: 戸塚修

## 参考資料
- オリコン『ALBUM CHART-BOOK COMPLETE EDITION 1970-2005』オリコン・マーケティング・プロモーション、2006年4月。ISBN 978-4-87131-077-2。